# 公主屯镇
公主屯镇，是中华人民共和国辽宁省沈阳市新民市下辖的一个乡镇级行政单位。

## 行政区划
公主屯镇下辖以下地区：
公主屯村、河东村、水口村、黄家山村、东塔满族村、辽滨塔村、李家窝堡村、关家窝堡村、安福屯村、吴长岗村、马家屯村、前温台村、后温台村、何家屯村、下洼子村、小柳屯村、东旧门村、石庙子村、五家子村、王家学坊村和安乐村。